# Edward Highmore
Edward Thomas Highmore (Kingston upon Thames, 3 de abril de 1961) é um ator inglês.

## Vida e carreira
Highmore é conhecido por interpretar Leo Howard na década de 1980. Ele também apareceu em Doctor Who, interpretando Malkon em 1984.
Ele é o pai do ator Freddie Highmore, que interpretou Charlie Bucket na adaptação lançada em 2005 do livro Charlie and the Chocolate Factory do escritor Roald Dahl. Edward e seu filho Freddie ambos atuaram juntos em Jack and the Beanstalk: The Real Story (uma mini-serie) como pai e filho. Sua esposa, Sue Latimer, é uma agente de talentos, cujos clientes incluem Daniel Radcliffe.

## Trabalhos

### Filmografia
| Ano  | Filme                                  | Personagem             | Notas                      |
| ---- | -------------------------------------- | ---------------------- | -------------------------- |
| 1993 | Heidi                                  | Herr Kandidat          | Filme para TV              |
| 1994 | Na Véspera do Extermínio               | Claude                 | Filme para TV              |
| 1997 | No Child of Mine                       | Ray                    | Filme para TV              |
| 1998 | Elizabeth                              | Lord Harewood          |                            |
| 2001 | Jack and the Beanstalk: The Real Story | Pai no Parque Infantil | Filme para TV              |
| 2002 | Ali G Indahouse                        | Cabinet MP             | Primeiro filme para Cinema |

### Seriados
| Ano       | Titulo                | Papel           | Notas                 |
| --------- | --------------------- | --------------- | --------------------- |
| 1984      | Doctor Who            | Malkon          | Primeira Serie        |
| 1985      | The Tripods           | Boll            | Apenas 4 Episódios    |
| 1985-1990 | Howards' Way          | Leo Howard      | 78 Episódios          |
| 1994      | Love Hurts            | Dr. Wood        | Partc. em um Episódio |
| 1995      | The Politician's Wife | Club Waiter     | Partc.                |
| 1996      | The Detectives        | Doutor          | Partc.                |
| 1998      | Mosley                | Derek Johnson   | Partc.                |
| 2000      | The 10th Kingdom      | Queen's Servant | Part. em 3 Episódios  |